# Ebrechtella xinjiangensis
Ebrechtella xinjiangensis är en spindelart som först beskrevs av Hu och Wu 1989.  Ebrechtella xinjiangensis ingår i släktet Ebrechtella och familjen krabbspindlar. Inga underarter finns listade i Catalogue of Life.